# Cerro Nacimientos del Cazaredo
Pour les articles homonymes, voir Cerro del Nacimiento et Bayo.
Le cerro Nacimientos del Cazaredo, ou cerro Bayo, est un volcan d'Argentine. Il culmine à 6 436 mètres d'altitude dans la province de Catamarca.

## Géographie
C'est un volcan imposant qui se dresse au sud-est du massif des Nacimientos. Il constitue le rebord nord-est de la cuvette de la salina de la Laguna Verde, d'où l'on a sur lui quelques fort belles vues. Il surplombe la Laguna Verde Nord, dont il est éloigné de vingt kilomètres au nord-est. Il se trouve à quelque douze kilomètres au sud-sud-est du massif du Nacimientos, à trente kilomètres à l'est du volcan Los Patos et à une douzaine de kilomètres au sud-sud-ouest du gendarme Argentino II.
La partie occidentale de la province de Catamarca où se situe le cerro Nacimientos del Cazaredo est la région la plus élevée des Andes. À part l'Aconcagua, elle comprend la majorité des géants du continent, et le cerro Nacimientos del Cazaredo en fait partie.
Le cerro Nacimientos del Cazaredo peut être considéré comme une extension vers le sud-est du grand complexe volcanique du Nacimientos. Ce dernier possède de multiples cratères secondaires comme le Walter Penck II et le Walter Penck III, et bien d'autres encore, avec ou sans nom, tous de plus de 6 000 mètres d'altitude ou s'en rapprochant. Pris ensemble, le massif du Nacimientos-Cerro Bayo est un des trois grands complexes volcaniques de la plus haute chaîne volcanique du monde, celle qui ne porte pas de nom et s'étend sur une cinquantaine de kilomètres d'est en ouest, le long du 27e parallèle sud. Les deux autres complexes majeurs de cette chaîne sont le Nevado Tres Cruces et le Nevados Ojos del Salado. Le volcan cerro Bayo constitue la partie nord-ouest du rebord du bassin endoréique de la Salina de la Laguna Verde, qu'il isole du bassin du río Abaucán. Son accès est difficile, faute de route pour arriver dans ses parages.